# Инкерманская бухта
Инкерманская бухта — лиман в устье реки Чёрная. Солоноватый водоём расположен в верховьях Севастопольской бухты, в черте города Инкерман.
Вся Севастопольская бухта фактически является бывшим руслом реки Чёрная. Эта река является единственной, которая питает пресной водой акваторию бухты. Впадая в море в верховьях бухты, Чёрная речка образует небольшую илистую дельту.